# Francisco E. Collazo
Francisco E. Collazo (Buenos Aires, 1888 - ?, 1964), fue un periodista, escribano y dramaturgo argentino, autor de varias obras teatrales polémicas de principios del siglo xx.

## Biografía y actividad teatral
Francisco E. Collazo nació en Buenos Aires en el año 1888. Comenzó a ser conocido a comienzos del siglo xx, a partir de varias de sus obras teatrales, las cuales se caracterizaron por ser controversiales y polémicas. Trabajó con gran cantidad de importantes actores de la época.
Su primera obra fue estrenada el 2 de septiembre de 1907 por la conocida compañía de José Podestá. Se titulaba "Juguete cómico", y contaba con un personaje travestido interpretado por Florencio Parravicini, junto con Lea Conti y Totón Podestá. En otra obra posterior, llamada "Mi hermano, el seminarista", también polemizaba ya que el celibato de los sacerdotes es puesto en tela de juicio. En esta última participó Enrique Muiño.
En 1910, estrena una de sus obras más polémicas, "Al Campo de Mayo", el cual fue definido por el autor como "sainete, lírico, dramático". Trataba sobre un joven, hijo de comisario, que debido a que llevaba una vida "ligera", es ingresado a la vida militar, donde el personaje principal reflexiona sobre la disciplina, la vida cuartelera y la razón de ser de los militares de la época. Esta obra de teatro contó con la música del pianista y compositor Arturo de Bassi. Fue estrenado en el Teatro Nacional. Si bien inicialmente recibió críticas dispares, con el tiempo fue cuestionada por antimilatarista y antipatriótica. A pesar de ello logró cierto éxito, hasta que luego de 30 representaciones, el teatro fue atacado por un grupo de militares, quienes ingresaron con ropas de civiles y, a punta de pistola, lograron detener la función. Si bien hubo protestas, la obra fue finalmente cancelada.
Al año siguiente, Francisco E. Collazo estrena otra obra polémica y sumamente criticada, titulada "Cha, Digo", un monólogo actuado por Antoñito Podestá.
En las elecciones municipales de Buenos Aires de 1926 participó en política como parte del "Partido Gente de Teatro", junto con Florencio Parravicini, José González Castillo,  Enrique García Velloso, Josué Quesada y Augusto Álvarez, entre otros. Allí lograron un 6% de los votos, resultando electos los señores Parravicini y Álvarez como concejales porteños.
Trabajó también como guionista de películas. Entre ellas Los locos del cuarto piso, dirigida por Lisandro de la Tea según guion de Manuel Collazo, basada en una obra previa de Francisco E. Collazo. Esta película se estrenó el 10 de noviembre de 1937.

## Obras
- Mi prima está loca! (en colaboración con Torcuato Insausti).[4]
- La dama del Plaza Hotel
- Jaque al rey
- La chica del gorro verde
- Y colorín, colorao...
- Los muchachos no son malos...
- Piadosas Mentiras
- Una vieja se casó
- Mi hermano, el seminarista
- Y el burro tocó la flauta
- Un hombre
- Ojo, chicas, no se casen!
- Madame Pachuli
- Mi marido, el otro y yo
- El café del Marselles
- Cuidado con las mujeres!
- La mano de Dios
- La barra provinciana
- La barra estudiantil
- El presidiario
- Pocas ganas (en colaboración con José González Castillo).[5]
- La mujer que ellos sueñan (en colaboración con A. Román y Román Gómez Masía).[6]
- La barra provinciana (en colaboración con Torcuato Insausti).

## Filmografía como guionista
- La dama de compañía (1936).
- Los locos del cuarto piso (1937)